# 哈岑多夫
哈岑多夫是奥地利施蒂利亚州费尔德巴赫县的一个市镇。总面积24.97平方公里，总人口1779人，人口密度71.2人/平方公里（2001年）。